# GNU/Linux命名爭議
GNU/Linux命名爭議，是在自由及開放原始碼軟體社群成員內的，關於是應該把使用GNU軟體與Linux内核組合之作業系統稱為「GNU/Linux」還是「Linux」的爭議。
GNU/Linux这一名称是由自由軟體基金會的創立者与GNU計劃的发起人理查德·斯托曼所提出的。GNU的开发者与其支持者，希望以该名称來作為此作業系統的正式名稱。他们認為，此作業系統，包括了GNU系统軟體套件與Linux核心，使用GNU/Linux這個名稱，可以良好概括它的主要內容。況且，GNU計畫原本就是以發展一个自由的作業系統為遠程計畫，但遲遲沒有完成。而Linux核心的出现剛好可以補足這個缺口。
Linux內核本身並不是GNU計劃的一部份，GNU/Linux這個名稱在Linux社群中並沒有得到一致認同。一些诸如Debian的发行版社群採用了GNU/Linux这一名稱，但許多Linux社群中的成員認為使用Linux这一名稱更好，主張Linux這個名稱朗朗上口，且在公眾與媒體中更為通用。Linux内核專案的發起人林纳斯·托瓦兹偏好於使用Linux，但对于GNU/Linux这个名字并不强烈反感。

## 發音

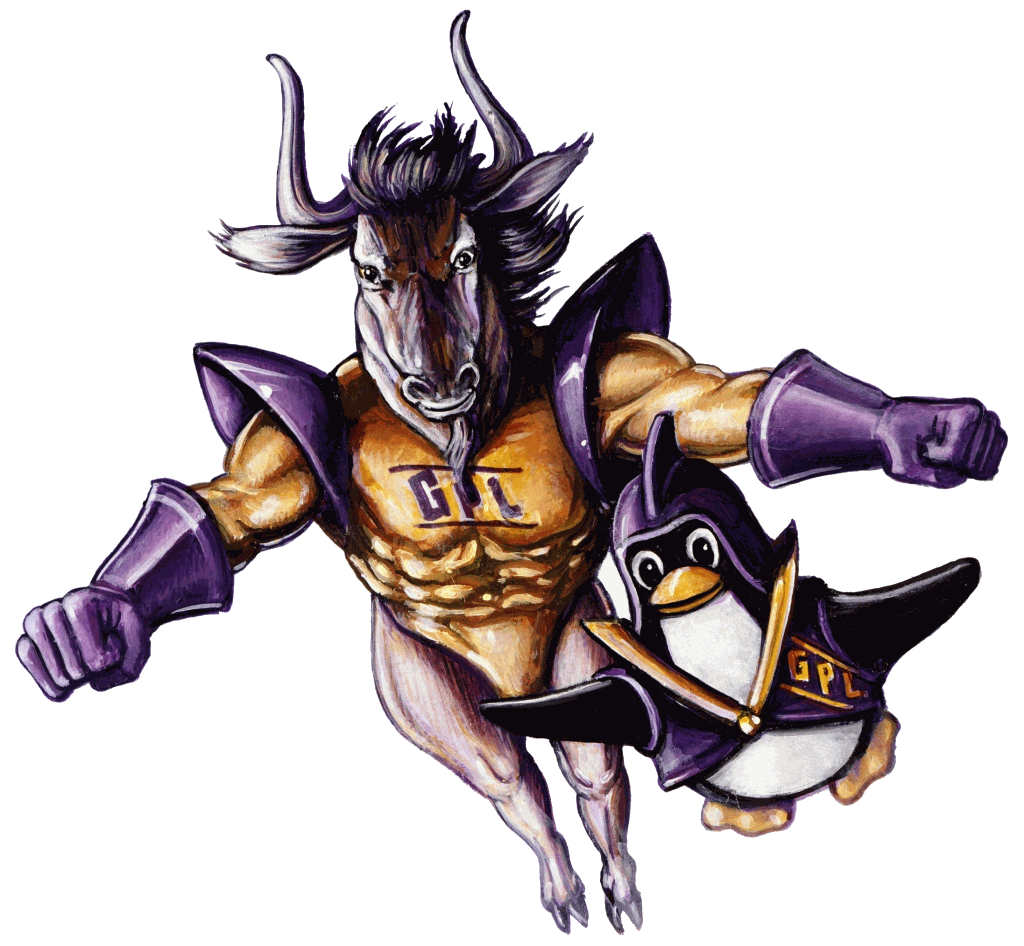
GNU的吉祥物角馬，與Linux吉祥物Tux合體，代表GNU/Linux

「GNU/Linux」/ɡəˈnuː slæʃ ˈlɪnəks/，在口語時，經常省略掉當中的斜線「/」，理查德·斯托曼建議把斜線（slash）或加（plus）唸出來，因為Linux核心並不屬於GNU計畫軟體。

## 概論
GNU计划始于1984年，它的最终的目标是完成一套完全自由的操作系统。到1991年，Linux内核的第一个版本公开发行时，GNU计划已经完成了除操作系统内核之外的大部分软件，其中包括了Shell程序（Bash），C语言程序库（Glibc）以及一个C语言编译器（Gcc）等等。林納斯·托瓦茲和其他早期的Linux开发人员使用了这些软件，而完成了Linux操作系统。正是由于Linux使用了很多的GNU程序，理查德·斯托曼认为将该操作系统称为「GNU/Linux」比较恰当。
Linux内核是在GNU通用公共许可证下发行的。它并不是GNU计划的一部分。一些拒绝使用「GNU/Linux」作为操作系统名称的人认为Linux朗朗上口，短而好记，而且斯托曼直到1990年代中期Linux开始流行后才要求更名。
诸如Debian的部分Linux发行版采用了「GNU/Linux」的称呼。但大多数Linux发行版制作团队依然将操作系统称为Linux。有些人认为「操作系统」一词指的只是系统的内核，而其他程序都只能算是应用软件，这么一来，该操作系统的内核应叫Linux。
在這兩個主要名稱之外，也有其他名稱的提議。1992年，Yggdrasil Linux主張命名為Linux/GNU/X，因為除了GNU計劃軟體之外，Linux還採用了X視窗。

## 歷史
1992年，Yggdrasil Linux提出「GNU/Linux/X」這個名稱。
1992年，在Usenet及郵件列表討論中，首次有人使用「GNU/Linux」這個名稱。「GNU+Linux」這個名稱，則可以追溯到1993年 。
1994年，Debian專案開始使用「GNU/Linux」來稱呼它們自己。

## GNU/Linux支持者的觀點
理查德·斯托曼認為：
今天有數千萬個使用者，正在使用的這個作業系統，是早就已經開發好，讓他們可以自由的使用。但是他們不曉得，因為他們以為這個系統是Linux，而它是由一個學生「只是為了好玩」（just for fun）而發展出來的。——理查德·斯托曼
並且他強調，Linux的成功，是建立在GNU計畫的基礎上：
所以，如果你要為這個作業系統選出一個名字，根據誰寫了在這系統中的程式，最適合的唯一選擇就是GNU。但我們不認為這是這個問題的正確解答。GNU計劃，過去不是，現在也不是，一個為了發展特定軟體套件而建立的專案。……許多人為了這個系統中的自由軟體都做出了小小的貢獻，而這些功勞都應該歸給他們。但這之所以是個整合好的系統－而不是只是把有用的軟體收集在一起－這是因為GNU計畫著手讓它成為一個完整的系統。要建立一個完整的自由系統，需要哪些軟體，我們列出了名單，而且我們有计划的進行寫作，或是找到人來創作這個名單中的所有軟體。——理查德·斯托曼
他一再強調GNU計畫的貢獻，認為不應該過度強調Linux：
把一長串的名字都列出來，像是GNU/X11/Apache/Linux/TeX/Perl/Python/FreeCiv，這顯然是很荒謬的，在某種程度上，你要設個標準，省略掉許多其他次要貢獻者的名字。沒有一個明顯的地方可以設定這個標準，所以無論你設定的標準在哪，我們都不會提出抗議。……但是考慮到公平性，以及貢獻，不管標準是什麼，有個名字都是不應該被使用的，那就是「Linux」。把所有的功勞都歸給一個次要的貢獻者（Linux），但是忽略主要的貢獻者（GNU），這不會是公平的。——理查德·斯托曼
理查德·斯托曼認為：「GNU/Linux這個名字，承認我們的理想，在建立我們社群上所扮演的角色，而且幫助大眾認知到這些理想的實際上的重要性。」，這與Linux核心開發者，關心「技術優勢」超過「自由」，可以形成對比。

## Linux支持者的觀點
埃里克·雷蒙曾說：
有些人反對用「Linux」這個名字只能用來指核心，而不是整個作業系統。這個主張是用來代替在底下的領土爭議；堅持使用GNU/Linux這個名字的人，希望成就Linux的最大功勞應該歸給FSF，因為史托曼跟他的朋友寫了許多使用者層級的工具。這個理論，或是GNU/Linux這個名稱，都沒有得到很大的支持。
林纳斯·托瓦兹個人倾向于使用Linux這個名稱，但並不強烈反對GNU/Linux這個名字。他在訪談中表示：
呣，關於這個的討論已經持續很久了，非常感谢你。人們怎麼稱呼Linux並不是個大問題，至少功勞已經都歸給有功勞的人了（兩邊都是）。就我個人來說，我會繼續叫它Linux，……GNU的人希望稱呼它GNU/Linux，這沒問題。它是跟「Linux Pro」或「Red Hat Linux」或「Slackware Linux」這些名稱一樣好的名稱。……Lignux這個名稱只是開玩笑取的，我覺得Linux/GNU或GNU/Linux有點更「專業」……
在接受記錄片《作業系統革命》（Revolution OS）訪談時，林纳斯·托瓦兹表達對GNU/Linux這個名稱的想法，他表示：
好的，我认为這個稱呼是合理的，但只有你真的做了一個Linux的GNU发行版時，這才是合理的……這就像是我覺得「Red Hat Linux」，或「SuSE Linux」 或「Debian Linux」這些名稱是很好的，因為如果你真的做了一個你自己的Linux發行版時，你必須要幫它取個名稱，但是要把Linux全部通稱「GNU Linux」，我覺得這很荒謬。

許多使用者支持使用Linux這個名稱來稱呼這整個作業系統，因為這可以概括作業系中其他非核心元件、也非GNU的軟體，例如Apache HTTP Server、KDE與X Window系統。X Window系統的創始者之一，吉姆·杰提斯（Jim Gettys）認為：
在這台巴士上有許多的人；我沒聽到有人在大聲的要求，支持GNU是比其他許多元件更必要的；你不能把輪胎，或是引擎，或是座椅拿走，這會讓車子的功能停擺。我建議大家應該要高興，我們有一台完整的車。

## 腳註
1. ↑  just for fun是林纳斯·托瓦兹的自傳名稱。